# Isomaltol
Isomaltol ist ein Furan-Derivat, welches ein Konstitutionsisomer von Maltol ist.

## Entdeckung

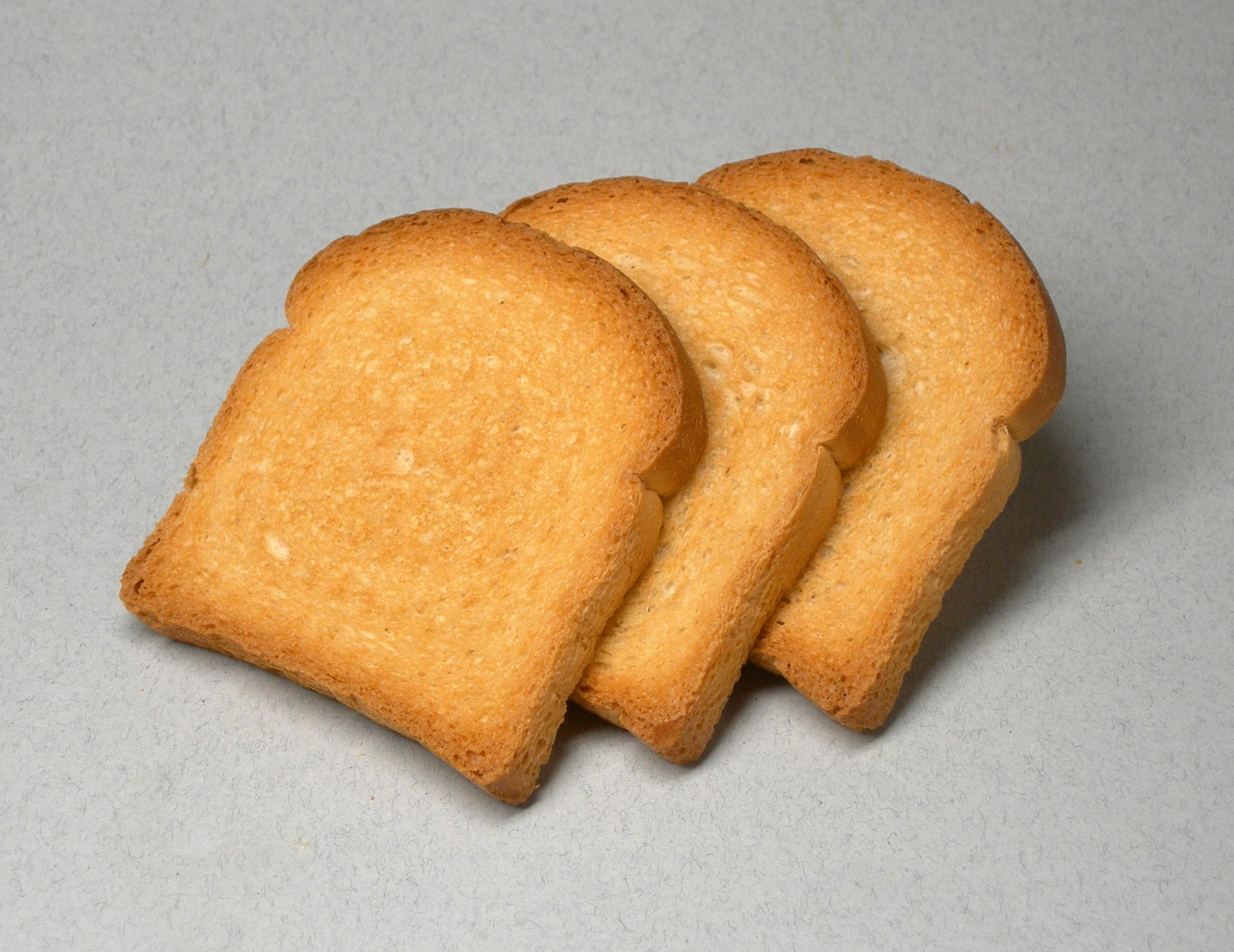
Zwieback

A. Backe entdeckte 1910 eine Substanz in Brotkrusten, Zwieback und geröstetem Kakao. Er gab ihr den Namen Isomaltol, weil er herausfand, dass es sich um ein Konstitutionsisomer von Maltol handelt. Durch Hinzugabe von Eisen(III)-chlorid-Lösung zu Isomaltol entwickelt sich eine rotviolette Färbung, wohingegen bei Maltol eine violette Färbung eintritt. Des Weiteren unterschieden sich die beiden Substanzen stark in ihren Schmelzpunkten.

## Verwendung
Isomaltol ist ein Karamellisierungs- oder Pyrolyseprodukt und kann als Süßungsmittel verwendet werden. Allerdings ist es weder ein zugelassener Lebensmittelzusatzstoff (Stand 2015) noch wurde underivatisiertes Isomaltol in Lebensmitteln bestimmt.

## Gewinnung
Lactose wird durch Dehydratisierung in ein furanoides Intermediat, dem Glucosylisomaltol, überführt. Durch Hydrolyse oder enzymatisch kann der Zuckerrest abgespalten werden, so dass Isomaltol gewonnen wird.